# Хакет (Арканзас)
Хакет (енгл. Hackett) град је у америчкој савезној држави Арканзас.

## Демографија
По попису из 2010. године број становника је 812, што је 118 (17,0%) становника више него 2000. године.
| Група             | 2000.       | 2010.       |
| Белци             | 656 (94,5%) | 743 (91,5%) |
| Афроамериканци    | 3 (0,4%)    | 1 (0,1%)    |
| Азијати           | 8 (1,2%)    | 5 (0,6%)    |
| Хиспаноамериканци | 5 (0,7%)    | 5 (0,6%)    |
| Укупно            | 694         | 812         |